# Munții Rarău
Munții Rarău sunt o grupă muntoasă a Carpaților Moldo-Transilvani, aparținând de lanțul muntos al Carpaților Orientali. Cel mai înalt pisc este Vârful Rarău, având 1651 m.

## Toponimie
Originea numelui munților Rarău este neclară, denumirea de „Rarău” era folosită deja în 1541, până atunci masivul s-a numit Dodu. Conform unei legende, se presupune că numele a fost atribuit de către domnul Moldovei, Petru Rareș. 

## Așezare
În partea de vest Rarăul este limitat de cursul râului Colbu, care-l separă de Giumalău. La limita de nord a munților se află Obcinele Bucovinei, cu Obcina Mestecanisului si Obcina Feredeului, în lungul Văii Moldovei și depresiunea Câmpulung Moldovenesc. În est și sud-est munții sunt separați de Obcina Voroneț și munții Stânișoarei prin Slătioara, iar în sud se află munții  Bistriței. 

## Apele
- Moldova
  - Râul Colbu
  - Râul Valea Seacă
  - Râul Izvorul Alb
  - Râul Izvorul Malului
  - Râul Valea Caselor
  - Râul Șandru

- Bistrița

## Masivul Giumalău
Masivul Giumalău se află la vest de Izvorul Giumalău și Chiril, este alcătuit din roci cristaline (șisturi cristaline), în structura geografică se impune o culme centrală cu desfășurare NV - SE corespunzătoare alineamentului de roci cu rezistența cea mai mare și care au altitudini mai mari de 1400 m. 
În partea centrală se află vârful Giumalău (1857 m) din care se desprind spre nord - vest și sud interfluvii plate secundare în lungul cărora apar poduri netede la 1000 - 1200 m și 1350 -1450 m. Ele se termină spre Văile Bistriței și Putna prin versanți cu pantă mare.

## Obiective turistice
Munții Rarău și Giumalău constituie o zonă turistică de mare importanță în cadrul Carpaților Orientali fiind formată din două masive strâns legate a căror importanță pentru turism derivă din varietatea peisajelor naturale impuse de relief și vegetație și accesibilitatea determinată de prezența culoarelor de vale ce încadrează cele două masive montane. 
Aici se găsesc  două centre turistice de mare însemnătate ce se află la periferie (Câmpulung Moldovenesc și Vatra Dornei), ce constituie puncte de plecare pentru principalele fluxuri de turiști. 
Muntii Rarău-Giumalău fac parte din Munții Bucovinei fiind situați în nordul Carpaților Orientali în bazinele hidrografice superioare ale Moldovei și Bistriței.

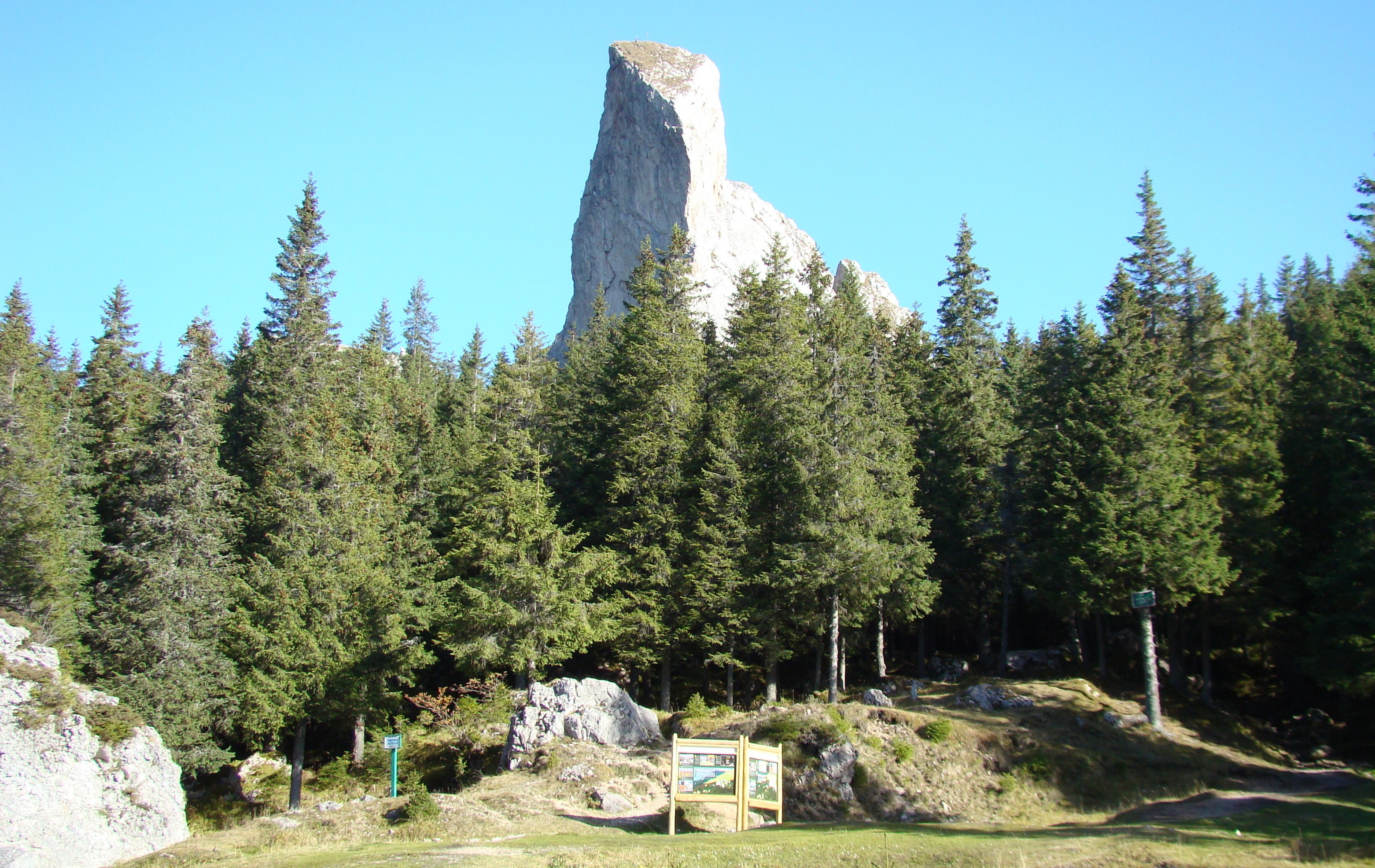
Pietrele Doamnei (octombrie 2014)

- creasta centrală sectorul dintre vârfurile Chilii, Giumalău, Poiana Ciungilor cu o bogată vegetație subalpină (afin și ienupăr) si cu numeroase puncte de belvedere asupra unei mari părți din Carpați.
- stâncile, versanții abrupți și îngustările (cheile) de pe Valea Bistriței între localitatea Rusca si Cheile Zugreni;
- văile înguste cu repezișuri frecvente;
- rezervația forestieră din bazinul Putnei (pădure seculară de molid), păstrăvării.

Relieful oferă cele mai variate obiective turistice. Zonele cele mai frecvent căutate sunt: 
- Pietrele Doamnei - cel mai cunoscut obiectiv turistic din munții Rarău, ușor accesibil pentru turiști.[1] Acestea oferă un relief ruiniform alcătuit dintr-un ansamblu de turnuri din calcare mezozoice încrustate cu corali si amoniți, cu înălțimi de la sub 10 m la peste 70 m, înconjurate de o masă de grohotișuri ce au dimensiuni variabile. Ele sunt rezultate prin fragmentarea (îngheț - dezgheț) unui vârf calcaros.  Aici se găsesc numeroase trasee de alpinism.
- Asemănătoare cu Pietrele Doamnei,dar cu dimensiuni mult mai mici sunt Pietrele Buhei, rezervație geologică si geomorfologică situată pe valea pârâului Izvorului Alb, martor calcaros de eroziune cu suprafața de 2 ha.
- Vârful Rarău este renumit pentru abrupturi și panorama larg deschisă;
- Vârful Popchii Rarăului, Piatra Șoimului - cu relief de turnuri, rezervație geologica și Piatra Zimbrului, un imens perete abrupt în calcare.
- Cheile Moara Dracului de pe pârâul Valea Caselor, formate din calcare și dolomite. Cheile au o lungime de 60 -70 m și o lățime medie de 4 - 5 m, pereți înalți și numeroase surplombe.
- Peștera cu Lilieci - de pe fundul unui aven cu dimensiuni mari este situată la aproximativ 1 km nord de Pietrele Doamnei ;
- Cheile Bistriței de la Zugreni este format din cca. 1,5 km de vale îngustă cu versani abrupți. Aici se găsesc o serie de stânci cu forme ciudate cum ar fi: Colțul Acrii, Piatra lui Osman, Grindul Pușcate, Râpa Scara, Stânca Coifului.

O importanță deosebită pentru turism o are schitul Rarău mutat la finele secolului al  XVIII -lea, când Bucovina a fost ocupată de austrieci, de pe versantul nordic pe cel sudic al muntelui Rarău. 
Echipamentul turistic din cele două masive este alcătuit dintr-o rețea de poteci cu marcaje turistice ce urcă din văile Moldovei și Bistriței spre Vârfurile Giumalău si Rarău. Pe calea ferată accesul turiștilor se face pe traseul Suceava - Câmpulung Moldovenesc - Vatra Dornei.